# Pleutersbach (Neckar)
Der Pleutersbach ist ein auf seinem Namenslauf unter 4 km, zusammen mit seinem längsten Oberlauf fast 8 km langer linker und südlicher Zufluss des Neckars aus dem Kleinen Odenwald, der kurz nach dem großen Nordbogen des Flusses bei der Stadt Eberbach im baden-württembergischen Rhein-Neckar-Kreis im Dorf Pleutersbach von Eberbach mündet.

## Name
Der gleichnamige Ort Pleutersbach wird 1369 als Blickerspach erstmals schriftlich erwähnt. Das Bestimmungswort leitet sich von einem Personennamen *Blīcker ab.

## Geographie

### Verlauf
Der Pleutersbach entsteht auf etwa 210 m ü. NN im Ortsteil Allemühl der Gemeinde Schönbrunn im Rhein-Neckar-Kreis aus der Vereinigung des linken und von Südwesten her zufließenden Altbachs und des rechten und von Südsüdosten kommenden Krebsbachs. Beide Oberlaufzweige sind wenigstens so lange wie der Pleutersbach selbst. Die längere Oberlauf-Folge wie auch das mehr als doppelte Teileinzugsgebiet gehört dabei dem Altbach-Zweig an, der bis kurz vor der Mündung im Ortsbereich in zwei Ästen läuft – Allemühl war früher, wie der Namen schon nahelegt, Standort einiger Mühlen.
Von seinem namentlichen Ursprung an läuft der Pleutersbach nordwärts in einem Kerbtal, dessen Hänge schon bald bis tief herab von Wald bestanden sind, links des Baches begleitet von der L 595. Noch im Ortsbréreich mündet von rechts das 1,8 km lange, kleine Steinbrunnenbächlein, das nahe dem Heiligkreuzkirchlein auf fast 405 m ü. NN dem Steinbrunnen entspringt; es ist die höchstgelegene Quelle im ganzen Einzugsgebiet.
Nach weniger als einem halben Kilometer verlässt der Bach den Ortsbereich, nun hat er nur noch Zufluss von kleineren Hanggerinnen. Die Talflur ist bis an den Rand des Mündungsorts nirgends auch nur 150 Meter breit. In ihr liegen fast nur meist feuchte und teils versumpfte Wiesen, die merklich zum Lauf hin abfallen, der überwiegend am Waldhangfuß des rechts des Tales stehenden, bis 518,8 m ü. NN hohen Heberts entlangfließt. Der Gipfel Kolben des linken Bergrückens erreicht dagegen nur 461,6 m ü. NN. Zwei Steinriegel im Wald in halber Höhe des linken Hangs weisen darauf hin, dass früher zumindest Teile der Hänge landwirtschaftlich genutzt wurden.
Auf Höhe eines kleinen aufgelassenen Steinbruchs tritt der Bach aus seiner Waldenge in das von gerodeten Hängen umgebene Dorf Pleutersbach der Stadt Eberbach ein. Bald danach mündet er darin, nach einem Lauf von 3,6 km Länge, mit der längsten Oberlauffolge zusammen von 7,7 km, auf 121,7 m ü. NN von links in den Neckar, kurz nach dessen großer Nordkehre im Odenwald.
Er mündet etwa 88 Höhenmeter unterhalb seines Ursprungs in Allemühl, das mittlere Sohlgefälle liegt für diese Strecke bei 25 ‰. Betrachtet man die nach dem jeweils größeren Teileinzugsgebiet an jedem Zusammenfluss konstruierte hydrologische Oberlauffolge, so hat der Bach auf der gesamten Abschnittsfolge von Enzbach → Altbach → Pleutersbach bei einem absoluten Gefälle von etwa 253 Höhenmeter ein mittleres Sohlgefälle von rund 33 ‰.

### Einzugsgebiet
Der Pleuterbach hat ein 18,2 km² großes Einzugsgebiet im Naturraum Sandsteinodenwald, das zum größeren Teil im östlichen Teil von dessen Unterraum  Kleiner Odenwald liegt, mit den sehr mündungsnahen Teilen im Unterraum Odenwald-Neckartal. Es erstreckt sich von Süden nach Norden etwa 6,6 km weit, ist von West nach Ost im oberen Bereich bis etwa 5,2 km breit und läuft in spitzem Keil aus. Die Wasserscheide rechts des Bachs erreicht ihre mit 518,8 m ü. NN größte Höhe auf dem Hebert, die linke auf dem Höchsten mit nur 461,6 m ü. NN.
Die reihum konkurrierenden Gewässer außerhalb der Wasserscheide sind
- im Nordosten der in Waldwimmersbach in den Neckar mündende Wimmersbach
- im Osten der Neckar selbst
- im Südsüdosten der Krösselbach zum Neckar
- im Südsüdosten der Forellenbach, welcher über Schwarzbach und Elsenz in den Neckar entwässert;
- im Südsüdwesten führt deren rechter Oberlauf Wimmersbach den Abfluss über die Lobbach etwas weiter abwärts ebenfalls zur Elsenz;
- im Westen fließt dann der Seitelsbach direkt in den Neckar;
- zuletzt im Nordwesten strebt der Klingenbach ebenfalls zum Neckar am Beginn von dessen Hirschhorner Doppelschlinge.

Fast drei Viertel des Einzugsgebietes sind von Wald bedeckt. Das offene Gelände gehört zu über zwei Dritteln zur gemeinsamen Höhenrodungsinsel um Moosbrunn, Schönbrunn und Haag westlich der Gewässerläufe, nur kleinere Anteile stellen die Ortslichtung um Allemühl am Zusammenfluss der Oberläufe, der Nordrand der Rodungsinsel um Schwanheim, der zur Bach entwässernde Teil von Pleutersbach und seiner Tallichtung sowie der weniger als 0,2 km² messende Wiesengrund des Pleutersbachs zwischen Allemühl und Pleuterbach. Auf den Höhenlagen dominiert in der offenen Flur der Ackerbau, der aber auch in den nicht zu bachnahen Tallagen betrieben wird.
Administrativ gehören fünf Sechstel des Einzugsgebiets zur Gemeinde Schönbrunn, das restliche Sechstel im Nordosten und Norden zur Stadt Eberbach.

### Zuflüsse
Liste der Zuflüsse von der Quelle zur Mündung. Gewässerlänge, Einzugsgebiet und Höhe nach den entsprechenden Layern auf der Onlinekarte der LUBW. Andere Quellen für die Angaben sind vermerkt.
Ursprung des Pleutersbach auf etwa 210 m ü. NN am Zusammenfluss von Altbach und Krebsbach im Schönbrunner Gemeindeteil Allemühl bei Haus Nr. 4 der Schönbrunner Straße (L 595). Der Bach fließt von hier beständig nördlich.
- Altbach, linker und südwestlicher Oberlauf, 1,3 km ab dem Zusammenfluss seiner eigenen Quellbäche sowie 4,1 km ab der mündungsferneren Quelle seines rechten Oberlaufs Lohwiesengraben sowie 7,5 km².[LUBW 4] Entsteht auf etwa 298 m ü. NN  in der kleinen Talwaldlichtung Kraußenwiese zwischen Schönbrunn und Allemühl aus dem Zusammenfluss von Enzbach und Lohwiesengraben und fließt in etwa Fortsetzung des etwas kürzeren, aber einzugsgebietsreicheren Enzbachs nordöstlich.
  - Enzbach, linker und südsüdwestlicher Quellbach, 2,2 km und 3,3 km². Entsteht auf etwa 375 m ü. NN neben der L 595 aus Haag südlich von Schönbrunn am Waldrand zur Enzwiese und fließt durchwegs nordnordöstlich.
  - Lohwiesengraben, rechter und südöstlicher Quellbach, 2,8 km und 2,5 km². Entsteht auf etwa 373 m ü. NN in einer Lichtung im Walddistrikt Kleeberg ca. 1 km westlich von Schwanheim.
    - Hat flächenhaften Zufluss vom Totenbrunnen/Todtenbronnen und vom Glasbrunnen, von links auf etwa 373 m ü. NN im Naturschutzgebiet Todtenbronnen im Bereich der Hochspannungsleitungsschneise zwischen Schwanheim und Schönbrunn, allenfalls 0,3 km[LUBW 7] und ca. 0,5 km²[LUBW 8]

  - Abzweig eines Mühlkanals, nach rechts auf unter 220 m ü. NN in Schönbrunn-Allemühl am Abzweig der Zollerwaldstraße von der Alten Schönbrunner Straße. Auch der linke Zweig ist ein Mühlkanal.
    - Zuleitung zum rechten Mühlkanal, von rechts am Haus Nr. 11 der Alten Schönbrunner Straße, 0,3 km. Zweigt auf etwa 220 m ü. NN nach links vom im Folgenden genannten Krebsbach ab beim Haus Nr. 28 des Schleifmühlwegs.

  - Rücklauf des rechten Kanalzweigs, von rechts zuletzt unterirdisch verdolt auf unter 220 m ü. NN in Schönbrunn-Allemühl einen Steinwurf vor dem Zulauf des folgenden, 0,3 km.
- Krebsbach, auch Allemühlbach genannt, rechter und südöstlicher Oberlauf, ca. 2,8 km[LUBW 9] und 3,6 km². Entsteht auf etwa 355 m ü. NN am Ansatz einer Flurbucht der Rodungsinsel um Schwanheim in den Zentwald neben der K 4108 von dort nach Allemühl. Das Tal des Krebsbachs wird Schwanheimer Grund genannt.
  - Hirschbächlein, auch Buchklingenbach, von rechts auf unter 260 m ü. NN kurz vor dem Austritt aus dem Zentwald in die Rodungsinsel um Allemühl, 1,6 km und ca. 1,3 km².[LUBW 8] Entsteht auf etwa 400 m ü. NN nordöstlich von Schwanheim im Walddistrikt Berndwiese. Der Krebsbach-Oberlauf bis zum Zusammenfluss ist ca. 1,7 km[LUBW 9] lang und hat ein Teileinzugsgebiet von ca. 1,6 km².[LUBW 8]
    - Abzweig einer Zuleitung zum rechten Kanalzweig des Altbachs, nach links. Siehe oben.
- Steinbrunnenbächlein, von rechts und Südosten auf etwa 204 m ü. NN im unteren Allemühl, ca. 1,8 km[LUBW 7] und 1,3 km². Entspringt dem Steinbrunnen auf etwa 405 m ü. NN im Walddistrinkt Hallmannswiesenschlag einen halben Kilometer westlich des Heiligkreuzkirchleins. Zehn Höhenmeter tiefer entspringt ein weiterer Zweig an einer Quelle, die nach nur hundert Metern von links zuläuft. Oberlauf unbeständig.
- (Rinnsal), von rechts und Osten auf etwa 243 m ü. NN kurz nach dem Ortsende von Allemühl, ca. 0,6 km[LUBW 7] und ca. 0,2 km².[LUBW 8] Entsteht auf fast 290 m ü. NN und läuft im Walddistrikt Großer Heisterberg.
- Von hier an laufen dem Bach auf einer Strecke von etwa 3 km vor allem von der rechten Seite noch einige unbeständige kurze Hangrinnen zu, die teils auch abschnittsweise oder ganz versickern.

Mündung des Pleutersbach zwischen den Staustufen Rockenau und Hirschhorn des Neckars von links und Süden auf 121,7 m ü. NN nach der Stadt Eberbach in deren Dorf Pleutersbach. Der Bach ist ab dem Zusammenfluss seiner zwei unmittelbaren Oberläufe Altbach und Krebsbach 3,6 km und ab seiner mündungsfernsten Quelle am Beginn des Oberlaufs Lohwiesengraben 7,7 km lang, er hat ein Einzugsgebiet von 18,2 km².

### Ortschaften
am Lauf mit ihren Zugehörigkeiten. Nur die Namen tiefster Schachtelungsstufe bezeichnen Siedlungsanrainer.
- Rhein-Neckar-Kreis
  - Gemeinde Schönbrunn
    - Schönbrunn (Dorf, links am Enzbach)
    - Allemühl (Ortsteil, am Zusammenfluss von Altbach und Krebsbach zum Pleutersbach)

  - Stadt Eberbach
    - Pleutersbach (Dorf an der Mündung, überwiegend rechts)

Andere Siedlungsplätze im Einzugsgebiet fern der genannten Gewässerläufe gibt es keine. Der Schönbrunner Ortsteil Schwanheim grenzt im Südsüdosten von außen an die Wasserscheide.

## Geologie
Das Entwässerungsgebiet des Pleutersbachs ist weit überwiegend Teil der Buntsandstein-Landschaft des Kleinen Odenwalds. Die Quellen des Oberlauffächers, der in Allemühl zusammenläuft, liegen alle im Oberen Buntsandstein, die Mündung in den Neckar im Unteren Buntsandstein oder allenfalls in den obersten permischen Schichten. Auf den Höhen am West- und Südrand des Einzugsgebietes liegen Lösssediment-Schichten aus quartärer Ablagerung.
Die relativen Lagerungsverhältnisse der verschiedenen Buntsandsteinschichten sind stark durch die lokale Tektonik bestimmt. Eine ungefähr nördlich ziehende Störung folgt etwa dem Gewässerzug Krebsbach–Pleutersbach bis zur Mündung. Östlich zu dieser läuft eine parallele Störung etwa auf der Kammlinie über den Hebert und setzt sich außerhalb des Einzugsgebietes und jenseits des Neckars im Nord–Süd-Tal des Gammelsbachs fort. Schräg zu dieser Hauptrichtung queren zweimal von Südost nach Nordwest laufende Störungen den Talzug. Die obere davon zieht etwa in Richtung des Hirschbächleins, schneidet den Altbach in der Altemühler Flur und setzt sich in gerader Linie außerhalb durch die Unterlaufklinge des Moosbrunner Klingenbachs bis wenigstens zum Neckar fort; sie verstellt Oberen Buntsandstein im Südwesten (Tiefscholle) gegen Mittleren Buntsandstein im Nordosten (Hochscholle). Genau dieselbe Schichten-Abtreppung zeigt eine parallele Störung, welche ohne morphologische Ausprägung vom Hebert-Hang bis an den Hangfuß im Tal zwischen Allemühl und Pleutersbach reicht.
Während es nördlich des Neckars im Odenwald mehrere durch Störungslinien bestimmte, meist längere Täler in Nord–Süd-Orientierung gibt, wie etwa das erwähnte Gammelsbachtal, ist das im Inneren der Eberbacher Neckar-Nordschlinge liegende Pleutersbachtal das einzige dieser Ausrichtung südlich des Flusses im Kleinen Odenwald.

## Schutzgebiete
Das gesamte Gebiet gehört dem Naturpark Neckartal-Odenwald an, bis auf die Ortslagen und kleine Randbereiche von diesen auch dem Landschaftsschutzgebiet Neckartal I-Kleiner Odenwald. Am Lohwiesengraben ist im Bereich von Toten- und Glasbrunnen das 15 ha große Naturschutzgebiet Todtenbronnen eingerichtet.

## Sehenswürdigkeiten und Bauwerke
- Heiligkreuzkirchlein im Wald auf dem Kamm zum oberen Neckartal zwischen Schwanheim und der Hebert-Gipfelkuppe.

### LUBW
Amtliche Online-Gewässerkarte mit passendem Ausschnitt und den hier benutzten Layern: Lauf und Einzugsgebiet des Pleutersbachs

Allgemeiner Einstieg ohne Voreinstellungen und Layer: Daten- und Kartendienst der Landesanstalt für Umwelt Baden-Württemberg (LUBW) (Hinweise)
1. 1 2 3  Höhe nach dem Höhenlinienbild auf dem Hintergrundlayer Topographische Karte.
2. 1 2  Stauhöhe des Neckars zwischen den Schleusenanlage Rockenau und Hirschhorn nach blauer Beschriftung an beiden auf dem Hintergrundlayer Topographische Karte.
3. 1 2 3  Länge nach dem Layer Gewässernetz (AWGN).
4. 1 2  Einzugsgebiet aufsummiert aus den Teileinzugsgebieten nach dem Layer Basiseinzugsgebiet (AWGN).
5. 1 2  Höhe nach schwarzer Beschriftung auf dem Hintergrundlayer Topographische Karte.
6. ↑  Einzugsgebiet nach dem Layer Basiseinzugsgebiet (AWGN).
7. 1 2 3 4  Länge abgemessen auf dem Hintergrundlayer Topographische Karte.
8. 1 2 3 4  Einzugsgebiet abgemessen auf dem Hintergrundlayer Topographische Karte.
9. 1 2  Länge nach dem Layer Gewässernetz (AWGN) zusätzlich etwa 0,2 km unbeständigen Wiesengraben-Oberlaufs abgemessen auf dem Hintergrundlayer Topographische Karte.

### Andere Belege
1. ↑  Abfluss-BW - Daten und Karten
2. ↑  Albrecht Greule: Deutsches Gewässernamenbuch. Walter de Gruyter, Berlin / Boston 2014, ISBN 978-3-11-057891-1, S. 410, „Pleutersbach“ (Auszug in der Google-Buchsuche).
3. ↑  Josef Schmithüsen: Geographische Landesaufnahme: Die naturräumlichen Einheiten auf Blatt 161 Karlsruhe. Bundesanstalt für Landeskunde, Bad Godesberg 1952. → Online-Karte (PDF; 5,1 MB)
4. ↑  Geologie grob nach: Mapserver des Landesamtes für Geologie, Rohstoffe und Bergbau (LGRB) (Hinweise)